# Floris vander Haer
Floris vander Haer, gelatiniseerd Florentius Haeraeus (Leuven, ca. 1547 – Rijsel, 6 februari 1634) was een Zuid-Nederlands geestelijke en geschiedschrijver.

## Leven
Zijn vader was een geneesheer uit Utrecht en zijn moeder kwam uit de stadsadel van Leuven, waar hij ook werd geboren. Hij schreef zich in 1560 in aan de Leuvense universiteit en studeerde aan het Collegium Trilingue, om dan te vervolgen met godgeleerdheid. Hij werd priester gewijd en doceerde theologie in de Sint-Geertrui-abdij. Vervolgens werd hij kanunnik en schatbewaarder van de Sint-Pieterskerk in Rijsel. Hij werd koninklijk commissaris van die stad en duidde de leden van de magistraat aan. Voor Rijsel nam hij ook deel aan de onderhandelingen met landvoogd Parma die in 1579 leidden tot de Unie van Atrecht. Rond 1590 reisde hij naar Italië. Daarna volgden nog diverse andere diplomatieke missies, die hem onder meer in 1598, 1602 en 1603 naar het Noorden brachten.

## De initiis tumultuum Belgicorum
In 1587 verscheen in Douai zijn boek De initiis tumultuum Belgicorum, opgedragen aan Parma. In dit geschiedwerk behandelde hij de aanloop naar de Tachtigjarige Oorlog (1558-1568). Hij had uiteraard lof voor Parma, maar ook en vooral voor diens moeder Margaretha van Parma, die ten tijde van de besproken gebeurtenissen de landvoogdij uitoefende. Hij onderscheidde drie fundamentele oorzaken van de Opstand: de persoonlijke vijandschap tussen Oranje en Granvelle, de bisdomhertekening en de verspreiding van het calvinisme.

## Publicaties
- De initiis tumultuum Belgicorum (1587), herdrukt 1640
- Antiquitatum liturgicarum arcana (1605), 2 dln.
- Les chastelains de Lille, leur ancien estat, office et famille (1611)

## Voetnoten
1. ↑  Marc Laureys, "‘Sine amore, sine odio partium’: Nicolaus Burgundius’ Historia Belgica (1629) and his Tacitean Quest for an Appropriate Past" in: The Quest for an Appropriate Past in Literature, Art and Architecture, eds. Karl A.E. Enenkel en Konrad Adriaan Ottenheym, 2018, p. 402. DOI:10.1163/9789004378216_017

- Biblioteca Nacional de España: XX1664543
- Bibliothèque nationale de France: cb12072425t (data)
- Biografisch Portaal: 85744580
- Catàleg d'autoritats de noms i títols de Catalunya: 981058509535306706
- Digitale Bibliotheek voor de Nederlandse Letteren: haer014
- Gemeinsame Normdatei: 13139827X
- International Standard Name Identifier: 0000 0001 0868 6340
- Library of Congress Control Number: no2008068779
- Nederlandse Thesaurus van Auteursnamen: 071089713
- Istituto Centrale per il Catalogo Unico: BVEV048276
- Système universitaire de documentation: 068528485
- Virtual International Authority File: 9870983
- WorldCat: E39PBJvCJDwhYgFQXrH766Hgrq